# Jonathan Martins Pereira
Jonathan Martins Pereira (Bayonne, 30 de janeiro de 1986) é um futebolista profissional franco-português que atua como defensor.

## Carreira
Jonathan Martins Pereira começou a carreira no Lens.